# Steinpackungsgrab
Das Steinpackungsgrab ist ein bronzezeitliches Äquivalent zur Steinkiste. Es wurde parallel zu dieser und zu Körperbestattungen in Flachgräbern errichtet. Die Anlagen entstammen in der Regel der Aunjetitzer (2300–1600 v. Chr.) oder parallelen bzw. nachfolgenden Kulturen (Urnenfelderkultur). Die in den Boden eingetieften Steinpackungsgräber sind zumeist der Kistenform nachempfunden, allerdings gibt es auch ovale Exemplare (Steinwanne von Wendelstorf in Mecklenburg-Vorpommern).

## Vorkommen
Das Steinpackungsgrab kommt in Deutschland in Regionen vor, in denen erratische Blöcke gar nicht und plattige Steine von ausreichender Größe nur vereinzelt vorkommen (z. B. im Mittelelbe-Saale-Gebiet als Einbauten im Grabhügel 28 der Dölauer Heide oder Mittelhausen (Allstedt)).

## Abgrenzung
Andererseits gibt es anspruchslose Formen von „Steinpackungen“, die, wie jene am Twellberg in Niedersachsen oder bei Remseck-Aldingen in Baden-Württemberg, in Grabhügeln deponierte Baumsärge schützen. Auch die Urnen der Spätbronzezeit (Hallstattzeit) werden häufiger durch Steinpackungen oder kleine Steinkisten gesichert. Walter Matthes datierte die unter Steinpackungen von etwa 1,1 × 1,5 m gefundenen Urnen in die ausgehende Bronzezeit (500 v. Chr.). 
Steinpackungen, die unter Megalithanlagen (z. B. Cuxhaven-Gudendorf) oder mit ihnen vergesellschaftet (Megalithgräber von Hagestad) als Bestandteil von Flachgräbern vorkommen, gehören ebenso wie die als Steinpackungen (oder Pflaster) angesprochenen Zonen in kammerlosen Hünenbetten bereits zur Megalithphase (3500–2800 v. Chr.) der Trichterbecherkultur (TBK) des nordischen Neolithikums.

## Gestaltung
Genuine Steinpackungsgräber haben umlaufend bis zu 0,8 m hohe Ränder aus unbearbeitetem, aber sauber geschichtetem Trockenmauerwerk (z. B. Muschelkalk). Mitunter findet sich auch ein Bodenpflaster aus Steinplatten. Sie wurden mit Platten oder einem falschen Gewölbe verschlossen (auf dem Sehringsberg bei Heiligenthal-Helmsdorf
Sachsen-Anhalt). Bisweilen werden Steinpackungsgräber von flachen Rundhügeln bedeckt, die mit Kreisgräben umgeben sind. Über eine schmale Erdbrücke konnte der Hügelbereich betreten werden. Vor solch einer Erdbrücke fanden sich im Mansfelder Land, unter einer Steinabdeckung deponiert, ein Pferdeschädel und zugehörige
Extremitätenknochen.